# Pallavolo Padova 2024-2025
Questa voce raccoglie le informazioni riguardanti la Pallavolo Padova nelle competizioni ufficiali della stagione 2024-2025.

## Stagione
Nella stagione 2024-25 la Pallavolo Padova assume la denominazione sponsorizzata di Sonepar Padova.
Partecipa per la ventiduesima volta alla Superlega: chiude la regular season di campionato al nono posto in classifica, accedendo ai play-off 5º posto, dove arriva alle semifinali, battuta dal Modena.

## Organigramma societario
Area direttiva
- Presidente: Giancarlo Bettio
- Presidente onorario: Fabio Cremonese
- Vicepresidente: Igino Negro
- Consigliere: Mauro Bergamaschi, Giovanni Burgo, Gabriele Graziani, Cristiano Rampin, Stefano Tonazzo
- Segreteria generale: Stefania Bottaro
- Segreteria: Samuela Schiavon
- Team manager: Sandro Camporese
- General manager: Stefano Santuz
- Addetto agli arbitri: Mario Rengruber
- Responsabile palasport: Stefano Santuz
- Logistica palasport: Alessandro La Torre
- Court manager: Francesca La Torre
- Amministrazione: Marzia Paladin

Area tecnica
- Allenatore: Jacopo Cuttini
- Allenatore in seconda: Alberto Salmaso
- Assistente allenatore: Luca Beccaro
- Scout man: Tommaso Rizzi
- Coordinatore settore giovanile: Monica Mezzalira

Area comunicazione
- Ufficio stampa: Giacomo Gobbato
- Speaker: Stefano Ferrari
- Fotografo: Alessandra Lazzarotto
- Social media manager: Lucrezia Maso

Area marketing
- Ufficio marketing: Marco Gianesello
- Merchandising: Stefania Bottaro
- Area commerciale: Marco Gianesello, Stefano Santuz
- Responsabile eventi: Stefania Bottaro, Marco Gianesello
- Responsabile biglietteria: Samuela Schiavon

Area sanitaria
- Staff medico: Paola Pavan, Alberto Rigon, Davide Tietto
- Fisioterapista: Davide Giulian, Tommaso Ramon, Daniele Salvagnini
- Preparatore atletico: Alessio Carraro

## Rosa
| N° | Nome               | Ruolo | Data di nascita   | Nazionalità sportiva |
| -- | ------------------ | ----- | ----------------- | -------------------- |
| 1  | Tommaso Stefani    | O     | 4 maggio 2001     | Italia               |
| 2  | Veljko Mašulović   | S     | 2 ottobre 2002    | Serbia               |
| 3  | Shay Liberman      | S     | 17 ottobre 2005   | Israele              |
| 4  | Benjamin Diez      | L     | 4 aprile 1998     | Francia              |
| 5  | Marco Falaschi     | P     | 18 settembre 1987 | Italia               |
| 7  | Marko Sedlaček     | S     | 29 luglio 1996    | Croazia              |
| 7  | Alberto Polo       | S     | 7 settembre 1995  | Italia               |
| 8  | Fabian Plak        | C     | 23 luglio 1997    | Paesi Bassi          |
| 9  | Alessandro Toscani | L     | 18 luglio 1998    | Italia               |
| 10 | Luca Galiazzo      | C     | 6 febbraio 2005   | Italia               |
| 11 | Matteo Pedron      | P     | 14 luglio 1992    | Italia               |
| 14 | Mattia Orioli      | S     | 23 marzo 2004     | Italia               |
| 17 | Luca Porro         | S     | 9 maggio 2003     | Italia               |
| 18 | Andrea Truocchio   | C     | 10 febbraio 2000  | Italia               |
| 22 | Federico Crosato   | C     | 22 maggio 2002    | Italia               |

## Mercato
| Acquisti                               | Acquisti           | Acquisti             | Acquisti   |
| R.                                     | Nome               | da                   | Modalità   |
| -------------------------------------- | ------------------ | -------------------- | ---------- |
| L                                      | Benjamin Diez      | Skra Bełchatów       | definitivo |
| S                                      | Shay Liberman      | Maccabi Hod HaSharon | definitivo |
| S                                      | Veljko Mašulović   | Spartak Subotica     | definitivo |
| S                                      | Mattia Orioli      | Porto Robur Costa    | definitivo |
| P                                      | Matteo Pedron      | Libertas Brianza     | definitivo |
| C                                      | Marko Sedlaček     | Jastrzębski Węgiel   | definitivo |
| L                                      | Alessandro Toscani | Sir Safety Perugia   | definitivo |
| Trasferimenti nel corso della stagione |                    |                      |            |
| C                                      | Alberto Polo       | -                    | definitivo |

| Cessioni                               | Cessioni             | Cessioni           | Cessioni   |
| R.                                     | Nome                 | a                  | Modalità   |
| -------------------------------------- | -------------------- | ------------------ | ---------- |
| S                                      | Mathijs Desmet       | Cuprum Gorzów      | definitivo |
| C                                      | Francesco Fusaro     | Team Club          | definitivo |
| O                                      | Gabriel García       | Trentino           | definitivo |
| S                                      | Davide Gardini       | Powervolley Milano | definitivo |
| O                                      | Tommaso Guzzo        | Porto Robur Costa  | definitivo |
| L                                      | Wataru Taniguchi     | Milōn              | definitivo |
| L                                      | Julian Zenger        | -                  | svincolato |
| P                                      | Francesco Zoppellari | Sir Safety Perugia | definitivo |
| Trasferimenti nel corso della stagione |                      |                    |            |
| C                                      | Marko Sedlaček       | Palembang BSB      | definitivo |

## Risultati

### Superlega

#### Girone di andata
| 1ª giornata - 28 settembre 2024 PalaCivitanova, Civitanova Marche        | Lube           | 3 - 1 | Padova             | 25-22, 22-25, 26-24, 25-17        |
| 2ª giornata - 6 ottobre 2024 PalaSanLazzaro, Padova                      | Padova         | 2 - 3 | Sir Safety Perugia | 23-25, 25-23, 25-21, 24-26, 10-15 |
| 3ª giornata - 13 ottobre 2024 PalaMazzola, Taranto                       | Prisma Taranto | 1 - 3 | Padova             | 25-18, 25-27, 23-25, 18-25        |
| 4ª giornata - 20 ottobre 2024 Palasport, Porto San Giorgio               | M&G            | 2 - 3 | Padova             | 28-26, 20-25, 28-30, 25-20, 16-18 |
| 5ª giornata - 27 ottobre 2024 PalaSanLazzaro, Padova                     | Padova         | 2 - 3 | You Energy         | 25-22, 22-25, 25-23, 28-30, 11-15 |
| 6ª giornata - 3 novembre 2024 Palazzetto dello Sport, Cisterna di Latina | Cisterna       | 3 - 1 | Padova             | 25-21, 19-25, 25-23, 25-18        |
| 7ª giornata - 10 novembre 2024 PalaSanLazzaro, Padova                    | Padova         | 3 - 0 | Milano             | 25-23, 25-21, 25-21               |
| 8ª giornata - 17 novembre 2024 PalaSanLazzaro, Padova                    | Padova         | 0 - 3 | Powervolley Milano | 21-25, 22-25, 25-27               |
| 9ª giornata - 24 novembre 2024 PalaPanini, Modena                        | Modena         | 3 - 1 | Padova             | 25-23, 22-25, 25-19, 25-22        |
| 10ª giornata - 1º dicembre 2024 PalaSanLazzaro, Padova                   | Padova         | 0 - 3 | Verona             | 25-27, 20-25, 21-25               |
| 11ª giornata - 27 novembre 2024 PalaTrento, Trento                       | Trentino       | 3 - 1 | Padova             | 25-19, 23-25, 25-23, 25-19        |

#### Girone di ritorno
| 12ª giornata - 20 febbraio 2025 PalaSanLazzaro, Padova   | Padova             | 3 - 2 | Lube           | 18-25, 25-20, 25-19, 23-25, 15-8  |
| 13ª giornata - 22 dicembre 2024 PalaEvangelisti, Perugia | Sir Safety Perugia | 3 - 1 | Padova         | 23-25, 25-21, 25-19, 25-21        |
| 14ª giornata - 26 dicembre 2024 PalaSanLazzaro, Padova   | Padova             | 3 - 1 | Prisma Taranto | 25-20, 25-21, 24-26, 25-19        |
| 15ª giornata - 5 gennaio 2025 PalaSanLazzaro, Padova     | Padova             | 1 - 3 | M&G            | 25-19, 20-25, 21-25, 22-25        |
| 16ª giornata - 11 gennaio 2025 PalaBanca, Piacenza       | You Energy         | 3 - 2 | Padova         | 15-25, 25-23, 25-20, 32-34, 15-13 |
| 17ª giornata - 18 gennaio 2025 PalaSanLazzaro, Padova    | Padova             | 2 - 3 | Cisterna       | 25-21, 22-25, 17-25, 25-17, 8-15  |
| 18ª giornata - 2 febbraio 2025 Arena di Monza, Monza     | Milano             | 3 - 1 | Padova         | 25-23, 21-25, 25-23, 25-23        |
| 19ª giornata - 9 febbraio 2025 Palalido, Milano          | Powervolley Milano | 3 - 1 | Padova         | 27-25, 22-25, 25-22, 27-25        |
| 20ª giornata - 16 febbraio 2025 PalaSanLazzaro, Padova   | Padova             | 3 - 2 | Modena         | 23-25, 25-22, 25-18, 22-25, 15-6  |
| 21ª giornata - 23 febbraio 2025 PalaOlimpia, Verona      | Verona             | 3 - 1 | Padova         | 20-25, 25-23, 25-19, 25-15        |
| 22ª giornata - 2 marzo 2025 PalaSanLazzaro, Padova       | Padova             | 0 - 3 | Trentino       | 26-28, 14-25, 21-25               |

#### Play-off 5º posto
| 1ª giornata - 6 aprile 2025 PalaPanini, Modena                       | Modena             | 3 - 1 | Padova | 25-16, 23-25, 25-23, 25-19        |
| 2ª giornata - aprile 2025 PalaSanLazzaro, Padova                     | Padova             | 3 - 1 | M&G    | 25-22, 25-19, 25-17               |
| 3ª giornata - aprile 2025 Palalido, Milano                           | Powervolley Milano | 3 - 0 | Padova | 25-22, 25-21, 25-15               |
| 4ª giornata - aprile 2025 Palazzetto dello Sport, Cisterna di Latina | Cisterna           | 3 - 2 | Padova | 31-29, 22-25, 25-21, 24-26, 15-12 |
| 5ª giornata - aprile 2025 PalaSanLazzaro, Padova                     | Padova             | 3 - 0 | Verona | 26-24, 32-30, 25-22               |
| Semifinali - 3 maggio 2025 PalaPanini, Modena                        | Modena             | 3 - 2 | Padova | 22-25, 25-16, 21-25, 25-18, 15-11 |

## Statistiche

### Statistiche di squadra
| Competizione | Punti | In casa | In casa | In casa | In trasferta | In trasferta | In trasferta | Totale | Totale | Totale |
| Competizione | Punti | G       | V       | P       | G            | V            | P            | G      | V      | P      |
| ------------ | ----- | ------- | ------- | ------- | ------------ | ------------ | ------------ | ------ | ------ | ------ |
| Superlega    | 19/7  | 13      | 6       | 7       | 15           | 2            | 13           | 28     | 8      | 20     |
| Totale       | -     | 13      | 6       | 7       | 15           | 2            | 13           | 28     | 8      | 20     |

G = partite giocate; V = partite vinte; P = partite perse

### Statistiche dei giocatori
| Giocatore    | Superlega | Superlega | Superlega | Superlega | Superlega | Totale | Totale | Totale | Totale | Totale |
| Giocatore    | P         | PT        | AV        | MV        | BV        | P      | PT     | AV     | MV     | BV     |
| ------------ | --------- | --------- | --------- | --------- | --------- | ------ | ------ | ------ | ------ | ------ |
| F. Crosato   | 27        | 142       | 89        | 41        | 12        | 27     | 142    | 89     | 41     | 12     |
| B. Diez      | 24        | 0         | 0         | 0         | 0         | 24     | 0      | 0      | 0      | 0      |
| M. Falaschi  | 28        | 34        | 11        | 18        | 5         | 28     | 34     | 11     | 18     | 5      |
| L. Galiazzo  | 3         | 1         | 1         | 0         | 0         | 3      | 1      | 1      | 0      | 0      |
| S. Liberman  | 10        | 29        | 24        | 2         | 3         | 10     | 29     | 24     | 2      | 3      |
| V. Mašulović | 26        | 326       | 274       | 26        | 26        | 26     | 326    | 274    | 26     | 26     |
| M. Orioli    | 27        | 136       | 113       | 13        | 10        | 27     | 136    | 113    | 13     | 10     |
| M. Pedron    | 25        | 3         | 3         | 0         | 0         | 25     | 3      | 3      | 0      | 0      |
| F. Plak      | 22        | 157       | 97        | 32        | 28        | 22     | 157    | 97     | 32     | 28     |
| A. Polo      | 6         | 37        | 21        | 13        | 3         | 6      | 37     | 21     | 13     | 3      |
| L. Porro     | 25        | 357       | 295       | 24        | 38        | 25     | 357    | 295    | 24     | 38     |
| M. Sedlaček  | 22        | 311       | 271       | 24        | 16        | 22     | 311    | 271    | 24     | 16     |
| T. Stefani   | 28        | 162       | 141       | 16        | 5         | 28     | 162    | 141    | 16     | 5      |
| A. Toscani   | 11        | 0         | 0         | 0         | 0         | 11     | 0      | 0      | 0      | 0      |
| A. Truocchio | 18        | 65        | 45        | 14        | 6         | 18     | 65     | 45     | 14     | 6      |

P = presenze; PT = punti totali; AV = attacchi vincenti; MV = muri vincenti; BV = battute vincenti